# Pablo Bossio
Pablo Daniel Bossio (Tandil, 10 de diciembre de 1981) es un abogado, político y dirigente deportivo argentino que ejerció como concejal de la ciudad de Tandil por el Frente para la Victoria (FPV). Además fue candidato a intendente de la ciudad de Tandil en las elecciones de 2015,
También fue presidente del Club y Biblioteca Ramón Santamarina durante casi 13 años. Es el hermano menor de Diego Bossio, exdirector ejecutivo de la Anses (Administración Nacional de la Seguridad Social).

## Vida personal
Nació en la ciudad de Tandil el 10 de diciembre de 1981. Está casado con Lorena, con quien tuvo una hija, Carmela. Su cuñada Valeria Loira fue asesora de la entonces senadora Cristina Kirchner y de allí los Bossio se largaron a la actividad política.

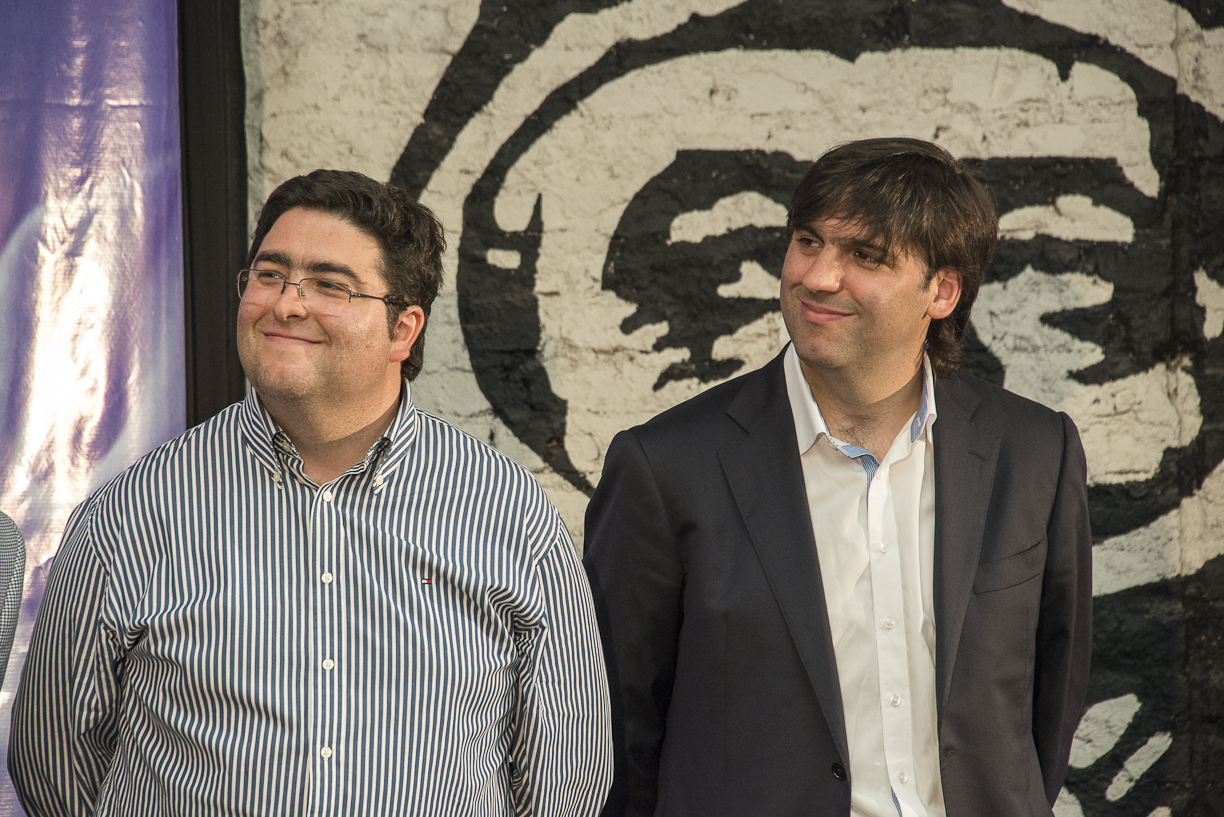
Los hermanos Bossio: Pablo (a la izquierda) junto a Diego.

## Estudios
Hizo al igual que su hermano Diego Bossio realizó primaria y secundaria en la Escuela Normal de Tandil.
En el 2000 se mudó a la capital para desarrollar sus estudios en la Universidad de Buenos Aires, donde se recibió de abogado y trabajó ejerciendo la profesión hasta 2011.

## Presidencia de Santamarina
El 4 de julio de 2011 asumió la presidencia del Club y Biblioteca Ramón Santamarina y el 5 de agosto de 2013 es reelecto.
Durante su presidencia comenzó una nueva era del club, donde intento recuperar el patrimonio perdido y lograr el tan dilatado ascenso a la Primera B Nacional.

## Carrera política
Entre 2015 y 2017 se desempeñó como concejal por el Frente para la Victoria en Tandil. En 2015 fue candidato para ser intendente de Tandil.